# Western Front: The Liberation of Europe 1944-1945
 Western Front: The Liberation of Europe 1944-1945  est un jeu vidéo de type wargame créé par Gary Grigsby et publié par Strategic Simulations en 1991 sur IBM PC puis porté sur Amiga. Le jeu fait suite à Second Front: Germany Turns East, également créé par Gary Grigsby et publié en 1990, et simule les affrontements entre allemands et alliés sur le front de l’ouest pendant la Seconde Guerre mondiale. Le jeu inclut trois scénarios et une campagne. Le premier scénario, Diadern, couvre uniquement les opérations de conquêtes de l’Italie par les Alliés. Le second, Breakout, simule les opérations menées en France entre le débarquement et la traversée du Rhin. Le troisième, Bulge, retrace la contre-attaque allemande dans les Ardennes. La campagne, Overlord, simule l’ensemble du conflit sur le front ouest entre 1944 et 1945,,.

## Accueil
| Western Front |      |       |
| Média         | Pays | Notes |
| Joystick      | FR   | 87 %  |